# Jean-Berthold Mahn
Jean-Berthold Mahn (* 18. Oktober 1911 in Paris; † 23. April 1944 in Castelforte) war ein französischer Historiker und Zisterzienserforscher.

## Leben und Werk

### Ausbildung, Konversion und Heirat
Jean-Berthold Mahn war der Sohn des Zeichners und Malers Berthold Mahn (1881–1975), der einem Kreis von Pariser Intellektuellen angehörte, darunter der schriftstellernde Arzt Georges Duhamel, der bei Mahns Geburt Hilfe leistete. Mahn besuchte das Lycée Louis-le-Grand, studierte Geschichte an der Sorbonne und bestand die Aufnahmeprüfung in die École nationale des chartes. Das dort gewählte Thema aus der mediävistischen Zisterzienserforschung (L’exemption et le gouvernement de l’Ordre cistercien aux XIIe et XIIIe siècles 1119–1265), das er 1935 abschloss (gedruckt existiert nur eine Zusammenfassung, doch darf die spätere Habilitationsschrift als Überarbeitung dieses Textes gelten), brachte den bis dato unreligiösen Mahn mit der christlichen Literatur in Berührung und bewirkte eine Umkehr zum Glauben. Hinzu kam, dass seine Kommilitonin und Verlobte Marianne Lot (1913–2005), Tochter des Historikers Ferdinand Lot, ebenfalls eine Konversion erlebte und ihn in die gleiche Richtung drängte. Nach ihrer (1934) und seiner (1935) Taufe heirateten sie im Oktober 1936.

### Wissenschaftler und Soldat gegen Hitler
Nach Abschluss der École des chartes als Jahrgangsbester ging er an die École française de Rome. 1938 bestand er die Agrégation und war bis zum Kriegsausbruch Gymnasiallehrer in Reims und Lille (mit Lehrauftrag an der Universität Lille). Gleichzeitig arbeitete er an seiner von Louis Halphen betreuten Grande Thèse (Habilitationsschrift), die erst nach seinem Tod erscheinen wird. Den kurzen Krieg erlebte Mahn als Soldat. Dann zog er sich mit seiner Frau nach Boisséjour (heute: Ceyrat) in die Auvergne zurück und gab Fernkurse. Im Januar 1942 ging das Paar nach Madrid in die Casa de Velázquez. Nachdem sein Schwager Boris Vildé (Ehemann einer weiteren Lot-Tochter) im Februar 1942 als Résistant erschossen worden war, beschloss Mahn, aktiv an der Befreiung Frankreichs mitzuwirken und begab sich im September 1943 nach Rabat. Als Freiwilliger in einem Infanterieregiment nahm er an der Befreiung Korsikas teil, dann ab März 1944 in den Forces françaises libres an der Befreiung Italiens. Am 22. April wurde er auf einer Patrouille verwundet und starb am Tage darauf.

### Postume Publikationen
Mahns Manuskripte wurden von seiner Witwe fertiggestellt und publiziert, die Thèse 1945, die Zusatzthèse 1949, ferner im Juni 1947 im Mercure de France der Aufsatz „La résurrection du monastère cistercien de Poblet“. Sein Name steht im Panthéon auf der Liste der 36 im Krieg gegen Hitlerdeutschland gefallenen Schriftsteller.

## Werke
- (Mitarbeiter) Louis Halphen: Initiation aux études d’histoire du Moyen Age. PUF, Paris 1940, 1973.
- L’ordre cistercien et son gouvernement des origines au milieu du XIIIe siècle (1098–1265). De Boccard, Paris 1945; 2. Auflage 1951, 1982 (Vorwort durch Louis Halphen, 1946 durch die Académie des inscriptions et belles-lettres preisgekrönt).
- Le Pape Benoît XII et les Cisterciens. Champion, Paris 1949.